# 오긍
오긍(吳兢, 670년 ~ 749년)은 중국 당나라의 역사가이자《정관정요》의 편찬자다.
‘정관’은 당 태종 이세민의 연호이고 ‘정요’란 정치의 요체를 뜻한다. 오긍이 정관정요를 저술한 시기는 당태종이 재위하던 시기가 아니다. 당 태종의 정치적 언행을 기록한 것으로, 태종이 죽은 지 약 50년이 지난 후에 오긍이 후세에 규범이 될 만한 내용을 엮어서 10권 40편으로 편찬한 책이다.